# 新空知大橋
新空知大橋（しんそらちおおはし）は、北海道滝川市と砂川市の間の空知川に架かる国道12号滝川バイパスの橋。

## 概要
滝川市内の交通量緩和を目的とした滝川バイパスの一部として1986年に着工し1990年11月に下流側2車線で暫定開通、その後1993年11月に上流側2車線が完成し全面開通。総工費は62億円。
滝川公園・道道赤平滝川線・空知川を跨ぎ基礎地盤が良好で浅いことからPC橋を採用、砂川市側の先端に位置する滝川公園の池を跨ぐ部分（A橋）は景観を考慮してπ型ラーメン橋とし、空知川中央部分はFCC工法を用いた。
周辺の河川敷や滝川公園といった緑地に位置し下流に架かる空知大橋からの眺望にもなることから景観的配慮も求められ、開通年にあたる1990年に滝川・砂川両市が開基100年を迎えることから「おだやかなる時の流れ」のデザインテーマで景観整備を行った。
高欄には波模様の縦格子で時の流れ、照明ポールは直線形の物を連ね時をイメージし、橋詰広場には縦ストライプの化粧型枠を据え時間を象徴するイメージで、国松昇原画・下澤土泡制作による陶製レリーフを設置。歩道にはインターロッキングブロックによる時の流れをイメージした黄色と白のストライプをあしらい、開基100年記念事業の一環で小学生の手形陶板4000枚を設置した。
4基の親柱にはステンレス製の球体を設け開基100年記念のタイムカプセルとして開通式時に記念品や滝川・砂川各市児童からの絵や作文などを封入し開封を30年後の2020年に設定、滝川村開村130年にあたる2020年7月1日に新型コロナウイルス対策の為式典を開かず札幌開発建設部や市長といった関係者のみでの開封作業を実施。収納品の返却は各市役所に問い合わせる形をとった。

## 諸元
- 形式 - PCラーメン橋（A橋） + 3径間連続PC箱桁橋（B橋） + 2径間連続PC箱桁橋（C橋） + 3径間連続PC箱桁橋（D橋） + 2径間連続PC箱桁橋（E橋）[1]
- 橋長 - 677.000 m[1][5]
  - A橋 - 75.000 m（22.500 m + 30.000m + 22.500m）
  - B橋 - 145.050 m（3×48.350 m）
  - C橋 - 91.000 m（2×45.500 m）
  - D橋 - 267.300 m（80.000 m + 107.300 m + 80.000 m）
  - E橋 - 91.000 m（2×45.500 m）
- 幅員[1]
  - 総幅員 - 26.500 m[5]
  - 有効幅員 - 11.750 m×2
  - 車道 - 9.250 m×2（4車線）
  - 歩道 - 2.500 m×2